# Miklušovce
Miklušovce (bis 1927 slowakisch „Miklúšovce“; ungarisch Miklósvágása – bis 1907 Miklósvágás) ist eine Gemeinde im Osten der Slowakei mit 289 Einwohnern (Stand 31. Dezember 2024) im Okres Prešov, einem Teil des Prešovský kraj, und wird zur traditionellen Landschaft Šariš gezählt.

## Geographie

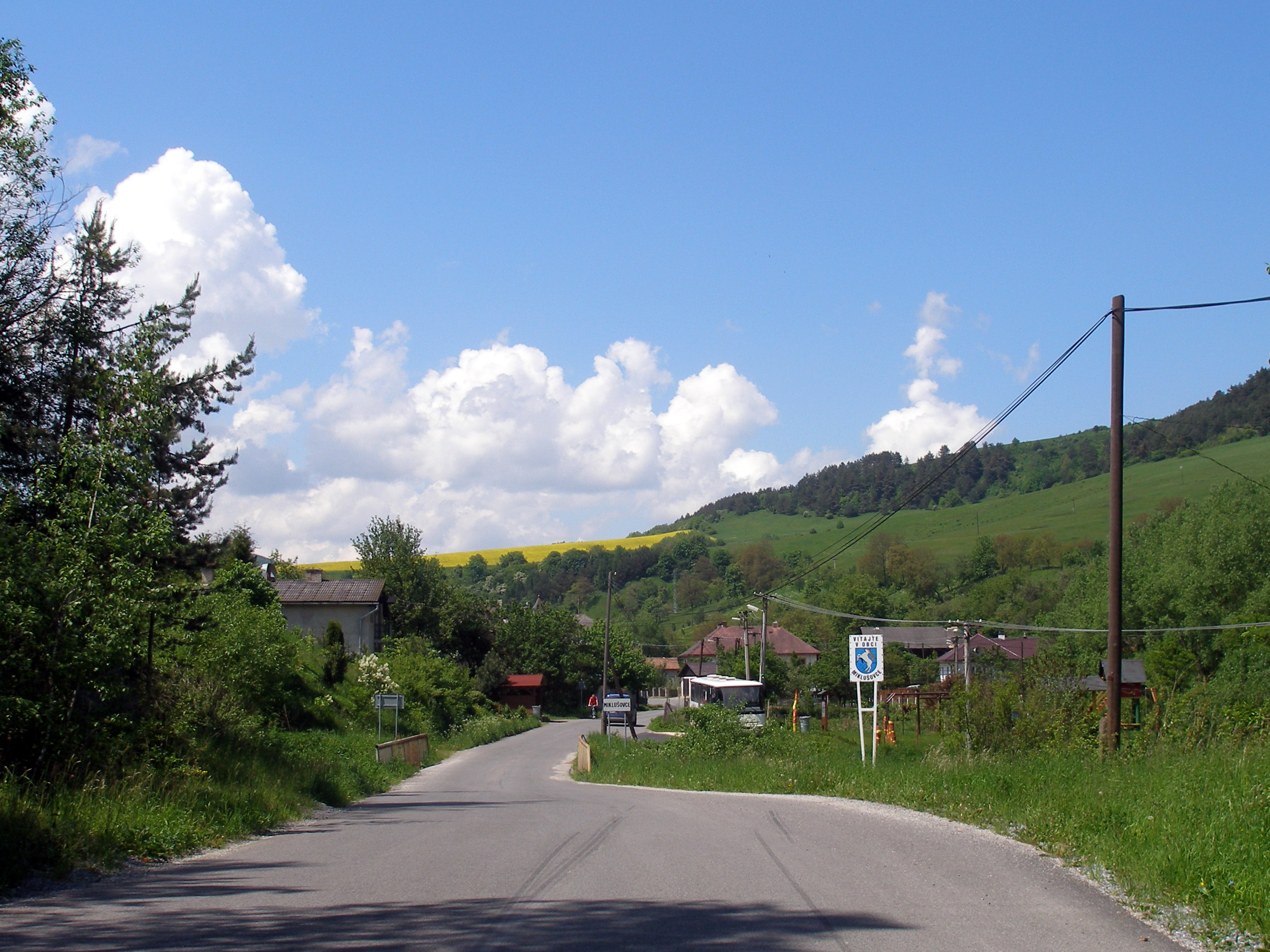
Miklušovce

Die Gemeinde befindet sich am Südrand des Berglands Šarišská vrchovina im Tal des Baches Sopotnica im Einzugsgebiet des Hornád. Das Ortszentrum liegt auf einer Höhe von 481 m n.m. und ist 28 Kilometer von Prešov entfernt (Straßenentfernung).
Nachbargemeinden sind Kvačany im Norden, Sedlice im Osten, Malá Lodina (Katastralgemeinde Ružín) im Süden, Margecany im Südwesten und Klenov im Westen.

## Geschichte

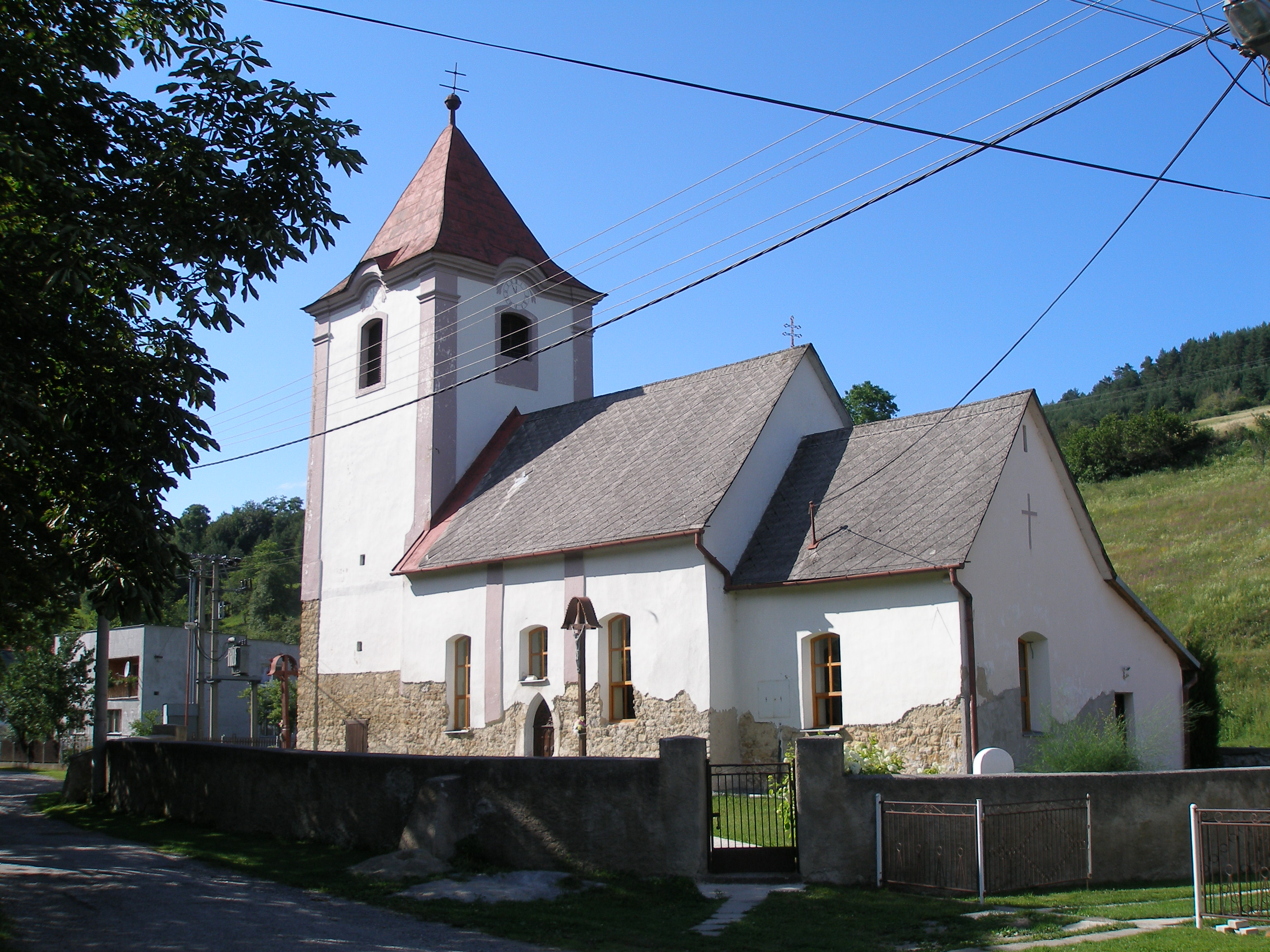
Griechisch-katholische Kirche

Miklušovce entstand im 13. Jahrhundert nach deutschem Recht und wurde zum ersten Mal 1330 als villa Nicolay oder Mykleusuagasa schriftlich erwähnt. Zur Zeit der Ersterwähnung war das Dorf Besitz der Familie Aba aus Drienov und hatte im Jahr 1427 39 Porta. Im späten 15. Jahrhundert lag Miklušovce im Herrschaftsgebiet der Burg in Richnava, später gehörten die Ortsgüter Familien wie Mariássy (spätes 16. Jahrhundert), Görgey und Semsey (beide 18. Jahrhundert) und Ghillányi (19. Jahrhundert). 1787 hatte die Ortschaft 84 Häuser und 588 Einwohner, 1828 zählte man 74 Häuser und 561 Einwohner, die als Landwirte, Viehhalter und Waldarbeiter beschäftigt waren.
Bis 1918/1919 gehörte der im Komitat Sáros liegende Ort zum Königreich Ungarn und danach zur Tschechoslowakei beziehungsweise heute Slowakei. Auch nach dem Ersten Weltkrieg blieb Landwirtschaft die Haupteinnahmequelle der Bevölkerung. Hochwasser in den Jahren 1926 und 1935 und Brände in den Jahren 1941 und 1942 verursachten erhebliche Schäden.

## Bevölkerung
| Jahr                | 1994 | 2004    | 2014 | 2024     |
| ------------------- | ---- | ------- | ---- | -------- |
| Anzahl der Personen | 331  | 340     | 323  | 289      |
| Unterschied         |      | +2,71 % | −5 % | −10,52 % |

| Jahr                | 2023 | 2024    |
| ------------------- | ---- | ------- |
| Anzahl der Personen | 287  | 289     |
| Unterschied         |      | +0,69 % |

Nach der Volkszählung 2011 wohnten in Miklušovce 314 Einwohner, davon 307 Slowaken, zwei Russinen sowie jeweils ein Magyare und Ukrainer. Drei Einwohner machten keine Angabe zur Ethnie.
234 Einwohner bekannten sich zur griechisch-katholischen Kirche, 60 Einwohner zur römisch-katholischen Kirche sowie jeweils ein Einwohner zur orthodoxen Kirche und zur reformierten Kirche. Vier Einwohner waren konfessionslos und bei 14 Einwohnern wurde die Konfession nicht ermittelt.

## Bauwerke und Denkmäler
- griechisch-katholische Kirche Geburt der Gottesmutter, ursprünglich gotische Kirche aus dem späten 13. Jahrhundert, das Schiff wurde im 17. Jahrhundert eingewölbt und der Turm im Jahr 1812 erbaut

## Verkehr
Durch Miklušovce führt die Straße 3. Ordnung 3462 (Anschluss an die Straße 2. Ordnung 546 bei Klenov) von Klenov nach Ľubovec. Der nächste Bahnanschluss ist in Margecany an den Bahnstrecken Košice−Žilina und Margecany–Červená Skala.